# Barbula mnioides
Barbula mnioides là một loài rêu trong họ Pottiaceae. Loài này được Schwägr. mô tả khoa học đầu tiên năm 1842.